# 71 Девы
71 Девы (лат. 71 Virginis), HD 117304 — одиночная звезда в созвездии Девы на расстоянии приблизительно 292 световых лет (около 89,5 парсек) от Солнца. Визуальная звёздная величина звезды — +5,646m. Возраст звезды определён как около 5,9 млрд лет.

## Характеристики
71 Девы — оранжевый гигант спектрального класса K0III, или K0. Масса — около 1,69 солнечной, радиус — около 10,9 солнечного, светимость — около 42,5 солнечной. Эффективная температура — около 4872 K.

## Планетная система
В 2019 году учёными, анализирующими данные проектов Hipparcos и Gaia, у звезды обнаружена планета HIP 65790 b.